# Liste des épisodes de Chi mon chaton
Cet article présente la liste des épisodes de la série télévisée d'animation Chi mon chaton adaptée du manga Chi : Une vie de chat. Il s'agit de la deuxième adaptation en animation du manga.

## Épisodes[1]

### Saison 1
1. Chi est de retour
2. Avec Chi, ça déménage !
3. L'entrainement
4. Chi et le fromage
5. Chi et le déguisement d'Halloween
6. Chi se fait brosser
7. Chi fait du camping
8. Chi part à l'aventure
9. Chi relève le défi
10. Chi et la perruche
11. Première sortie de Chi
12. Chi trouve un endroit chouette
13. Chi ne peut pas rentrer
14. Chi veut se réchauffer
15. Nouvelles leçons pour Chi
16. Chi met la main à la patte
17. Encore des nouvelles leçons pour Chi
18. Chi, coach sportif
19. Noiraud fait la ronde
20. Chi à l'assemblée des chats
21. Chi s'abrite de la pluie
22. Chi provoque de l'inquiétude
23. Chi joue avec Yohei
24. Chi mène l'enquête
25. Chi et les deux chatons
26. Chi se fait des nouveaux amis
27. Chi retombe sur ses pattes
28. Chi, bête de concours
29. Minou apprend à sourire
30. Les souvenirs de Chi
31. Chi n'a plus personne pour jouer
32. Chi et les mystérieuses plumes
33. Chi s'amuse comme une petite folle
34. Encore d'autres leçons pour Chi
35. Chi veut entrer à tout prix
36. Chi est seule à la maison
37. Chi fait de grandes découvertes 1/2
38. Chi fait de grandes découvertes 2/2
39. Chi ne cache pas sa joie
40. Chi et la course poursuite
41. Chi attrape des insectes
42. Chi et ses jouets
43. Chi apprend à feuler
44. Se souvenir des leçons 1/2
45. Se souvenir des leçons 2/2
46. Chi cherche un coin
47. Une journée avec Chi
48. L'endroit secret de Chi
49. Chi espionne Noiraud
50. Chi cherche une nouvelle famille
51. Chi quitte la maison

### Saison 2
1. Chi rencontre un poisson rouge
2. Chi découvre les pigeons
3. Chi fait les 400 coups
4. Chi à l'affût
5. Chi rencontre Yuri
6. Chi s'amuse avec Yuri
7. Chi joue les enquiquineuses
8. Chi dans les mystérieuses broussailles
9. Rendez-vous dans le royaume moelleux 1/4
10. Rendez-vous dans le royaume moelleux 2/4
11. Chi fait le ménage
12. Chi et papa ne se comprennent pas
13. Minou prend une grande décision
14. Retrouvailles pour Minou
15. Le grand voyage de Minou
16. Minou gravit la montagne
17. Chi dans le noir
18. Rendez-vous dans le royaume moelleux 3/4
19. Minou est triste
20. Chi, Bubulle et les chat-pardeurs
21. Chi retourne à la chasse aux pigeons
22. Minou rencontre Marnie
23. Le choix de Minou
24. Rendez-vous dans le royaume moelleux 4/4
25. Chi respire la joie de vivre